# Vestre Mågabøl
Vestre Mågabøl ou Ytra Mågabølet est une île norvégienne du comté de Hordaland appartenant administrativement à Austevoll.

## Description
Rocheuse et désertique, elle s'étend sur environ 218 m de longueur pour une largeur approximative de 147 m.